# 58608 Geroldrichter
58608 Geroldrichter este un asteroid din centura principală de asteroizi.

## Descriere
58608 Geroldrichter este un asteroid din centura principală de asteroizi. A fost descoperit pe 22 octombrie 1997 la Observatorul Kleť de Miloš Tichý. Asteroidul prezintă o orbită caracterizată de o semiaxă mare de 2,81 ua, o excentricitate de 0,15 și o înclinație de 6,1° în raport cu ecliptica.